# Putoranabergen

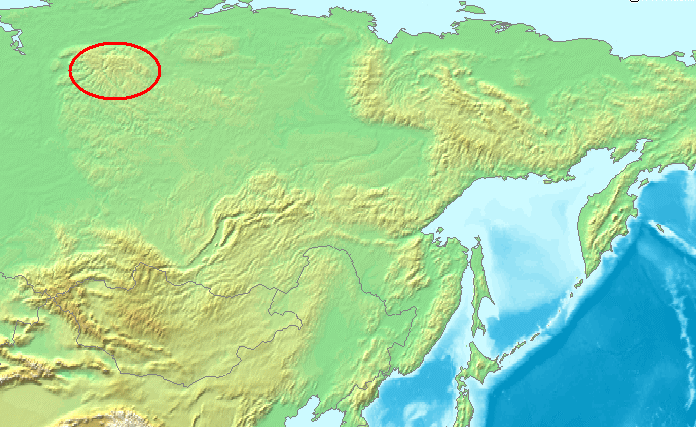
Putoranabergen i Sibirien.

Putoranabergen (ryska: Плато Путорана) är en bergskedja i nordöstra utkanten av Centralsibiriska platån, i ett område även känt som Putoranaplatån. Högsta berg i bergskedjan är berget Kamen vars topp ligger 1 700 meter över havet.
Närmsta större samhälle är den stängda staden Norilsk. Området har några av de största kända nickelreserverna.
2005 sattes Putoranaplatån upp på Rysslands lista över förslag till världsarv (tentativa listan) och 2010 fick bergsområdet världsarvsstatus.